# Krajobraz polowań par force w północnej Zelandii
Krajobraz polowań par force w północnej Zelandii (duń. Parforcejagtlandskabet i Nordsjælland, ang. The par force hunting landscape in North Zealand), Królewskie tereny myśliwskie w północnej Zelandii – obiekt dziedzictwa kulturowego znajdujący się w Danii, ok. 30 km na północ od Kopenhagi, obejmujący dawne królewskie lasy łowieckie wpisane w 2015 roku na listę światowego dziedzictwa UNESCO.
Obszary te zajmują łączną powierzchnię 4543 ha i stanowią zaprojektowany od podstaw krajobraz, w którym duńscy władcy wraz ze swoim dworem udawali się na widowiskowe polowania par force (konno i z psami gończymi), głównie na jelenie szlachetne. Tradycja ta była jednym z symboli władzy w monarchii absolutnej, a szczyt swojej popularności osiągnęła w XVII i XVIII wieku.

## Charakterystyka

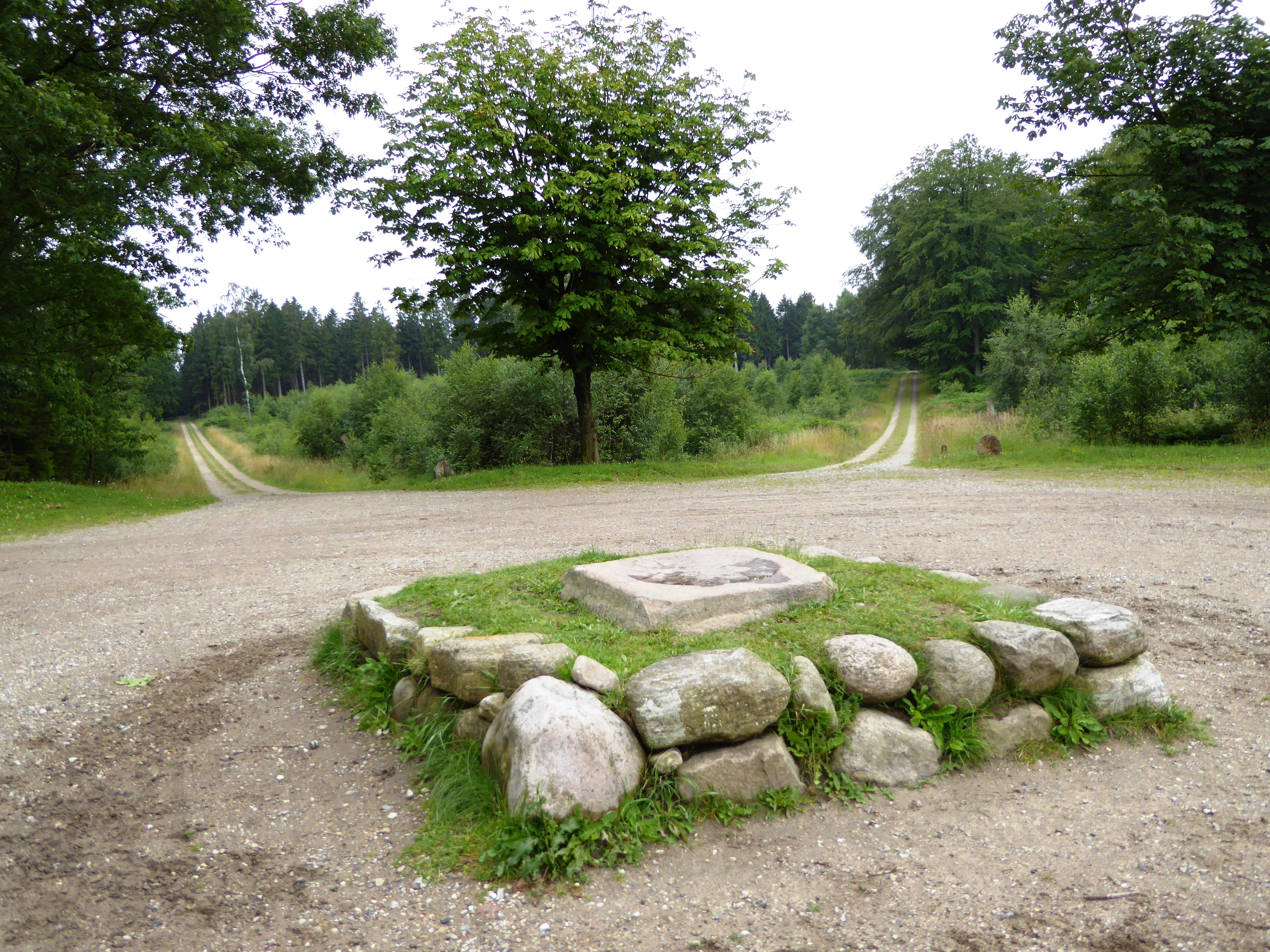
Skrzyżowanie ścieżek w lesie Store Dyrehave (2015)

Wpisem na listę światowego dziedzictwa UNESCO objęte są najbardziej reprezentatywne kompleksy królewskich lasów łowieckich znajdujące się w północnej części duńskiej wyspy Zelandia – Store Dyrehave i Gribskov wraz z sześcioma ścieżkami je łączącymi oraz park Jægersborg Dyrehave/Jægersborg Hegn, który na dwie części dzieli rzeka Mølleåen. 
Krajobraz tej części wyspy ukształtowany został pod koniec ostatniej epoki lodowcowej i obejmuje nieurodzajne, zbudowane głównie ze żwirów i porośnięte lasami wzgórza, które otoczone są żyznymi równinami wykorzystywanymi w rolnictwie. 
Krajobraz polowań par force ze swoimi gwiaździście rozchodzącymi się ścieżkami o ortogonalnym wzorze siatki, numerowanymi kamiennymi słupkami i ogrodzeniami reprezentuje założenia barokowej sztuki ogrodowej użytej do zagospodarowania terenów leśnych. Tworzony od 1670 roku z inicjatywy króla Chrystiana V, wzorowany na modelach francuskich i niemieckich oraz dostosowany do duńskiej specyfiki terenu układ lasów łowieckich w północnej Zelandii tworzył symboliczną i funkcjonalną jednostkę przestrzenną, która w praktyce umożliwiała szybkie przemieszczanie się po terenie polowania, a w znaczeniu symbolicznym stanowiła wyraz królewskiej siły, kontroli nad naturą, bogactwa oraz mądrości.
W Jægersborg Dyrehave znajduje się zamek myśliwski Eremitageslottet wzniesiony w latach 1735–1736.